# Lew Rozensztejn
Lew Markowicz Rozensztejn (ros. Лев Маркович Розенштейн, ur. 1884 w Jelizawietgradzie, zm. 1934 w Moskwie) – rosyjski lekarz psychiatra.

## Życiorys
Studiował medycynę na Uniwersytecie w Odessie, za zaangażowanie w ruch rewolucyjny został w 1906 roku wydalony z uczelni i skazany na kilka miesięcy więzienia. W 1908 ukończył studia na Uniwersytecie Moskiewskim. Następnie pracował w poradni psychiatrycznej Władimira Serbskiego, a później jako asystent w klinice psychiatrycznej pod kierunkiem Nikołaja Bażenowa. Po I wojnie światowej był starszym asystentem w klinice psychiatrycznej 2. Moskiewskiego Uniwersytetu Państwowego, kierowanej przez Wasilija Giliarowskiego. Od 1921 adiunkt w klinice psychiatrii 1. Moskiewskiego Uniwersytetu Państwowego, kierowanej przez Piotra Gannuszkina. W 1924 roku zorganizował i został pierwszym kierownikiem radzieckiej neuropsychiatrycznej kliniki Ludowego Komisariatu Zdrowia RFSRR, przemianowanej w 1928 roku na Instytut Profilaktyki Neuropsychiatrycznej.
Był delegatem ZSRR na I Międzynarodowy Kongres Higieny Psychicznej w Waszyngtonie w 1930 roku i wiceprzewodniczącym Międzynarodowego Komitetu Psychohigieny.
Zmarł w 1934 roku, pochowany jest na Cmentarzu Nowodziewiczym w Moskwie.

## Wybrane prace
- Психические факторы в этиологии душевных болезней. Москва-Петроград: Гос. изд-во, 1923
- Ueber die echte Korsakowsche Psychose (Cerebropathia psychica toxaemica, Psychosis polyneuritica und den amnestischen Symptomenkomplex), 1925
- Die psychopathologische Struktur des deliriösen Symptomenkomplexes. Allgemeine Zeitschrift für Psychiatrie und ihre Grenzgebiete, 1926
- Über aktive prophylaktische neuropsychiatrische Arbeit (psychohygienische Dispenserisation) in Sowjet-Rußland. Allgemeine Zeitschrift für Psychiatrie und ihre Grenzgebiete, 1927
- „Психиатрическая Германия: (Краткий отчет по научной командировке)”. W: Советская медицина в борьбе за здоровые нервы: сборник статей и материалов. Ульяновск: Издание Ульяновского комбината ППП, 1926 s. 191-199
- Психотравматизм: очерк по психопатологии и психогигиене промышленного труда. Изд-во Мосздравотдела, 1928
- Das Problem der milden Schizophrenieformen. Schizophrenia mitis, schizothymia. Zeitschrift für die gesamte Neurologie und Psychiatrie 144, 297-312, 1933 doi:10.1007/BF02870288

## Biblioteka
- Савенко Ю. С.  120-летие Льва Марковича Розенштейна (1884-1934). Независимый психиатрический журнал 3, 5-7, 1914
- ЛЕВ РОЗЕНШТЕЙН: РЕФОРМАТОР ВІТЧИЗНЯНОЇ ПСИХІАТРІЇ. [dostęp 2018-03-09]. [zarchiwizowane z tego adresu (2018-05-19)].